# Tropiocolotes nattereri
Tropiocolotes nattereri là một loài thằn lằn trong họ Gekkonidae. Loài này được Steindachner mô tả khoa học đầu tiên năm 1901.